# Клан Маклахлан
Маклахлан (англ. MacLachlan, гэльск. MacLachlainn) или Лахлан — один из кланов горной части Шотландии, изначально живший в Стратлахлане на берегах Лох-Файна (Аргайл). Основателем клана является Лахлан Мор, живший у Лох-Файна в XIII веке; его имя увековечено также в таких географических названиях, как Стратлахлан, Лахланский замок и Лахлан-Бэй.
Во время Якобитского восстания Маклахланы воевали на стороне династии Стюартов. Их семнадцатый вождь был убит в сражении при Каллодене (1746). После сражения британскими войсками был сильно повреждён Старый Лахланский замок.
В наши дни Маклахланами основаны «Общество клана Маклахлан» (англ. Clan Maclachlan Society) и благотворительная организация «Лахланский трест» (англ. Lachlan Trust). «Лахланский трест» занимается сбором денег на сохранение исторического наследия клана. Члены «Общества клана Маклахлан» живут по всему миру, в том числе в Австралии, Новой Зеландии и США.

## История

### Происхождение
По легенде, предки Лахлана Мора, основателя клана Маклахлан, приехали из Ирландии в Кинтайр в XI веке во главе с Анротаном О’Нийлом, сыном североирландского правителя Аода О’Нийла. Анротан женился на шотландской принцессе (по другим версиям — на дочери правителя Аргайла) и стал предком нескольких семей: Ламонтов, Макэвенов, Макнейлов, Маклахланов, а также вернувшихся в XIV веке в Ирландию в качестве галлогласов Суини.
Достоверно известно, что фамилия клана происходит от гэльского личного имени Lochlann (рус. Незнакомец). Изначально Lochlann называли выходцев из «земли озёр» Скандинавии (гэльск. loch — озеро, фьорд + гэльск. lann — земля).

### Средние века

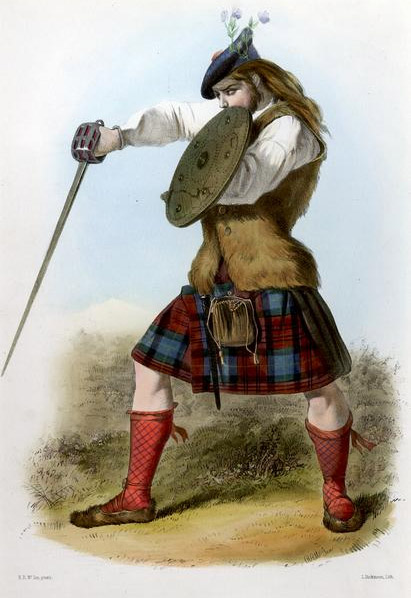
Представитель клана Маклахлан. Иллюстрация Роберта Рональда Макиэна к книге «Горные кланы Шотландии» (1845)

Примерно в 1230 году Гилкрист Маклахлан присутствовал при передаче земель Килфинейна Лауманусу, основателю клана Ламонт. Первое документальное свидетельство о владениях самих Маклахланов — грамота о получении земель в Аргайле, данная Гиллескелу Маклахлану Иоанном I в 1292 году.
Согласно мнению историка Дж. Бэрроу, Гиллеспи Маклахлан был среди подписывавших Рагманские свитки, причём подписался как «Гиласкоп Фиц-Роуланд, граф Перта» (Gilascope fiz Rouland, de counte de Perth), убрав из своей фамилии непривычное для англичан имя Лахлан.
Где-то между 1306 и 1322 годами Гиллеспи получил от Роберта I Брюса в дар десять пеннилендов земли, в том числе Стратлахлан. Также он был среди пэров, вошедших в состав первого парламента при шотландском короле, заседавшего в 1309 году в Сент-Андрусе. Кроме того, Гиллеспи стал одним из шестнадцати шотландских вождей, писавших в том же году письмо Филиппу IV Красивому, который попросил помощи шотландцев в планирующемся крестовом походе, и в письме шотландцы ответили отказом, сказав, что помочь не могут из-за войны с Англией.
В 1314 году Гиллеспи, назвавший себя Гиллеспи Маклахланом Аргайлским, пожертвовал сорок шиллингов из своих земельных доходов доминиканцам из Глазго. Гиллеспи умер в 1322 году, ему наследовал его брат Патрик. Патрику наследовал сын, Лахлан.
В 1410 году Иэйн Маклахлан, лорд Стратлахлан (Johonne Lachlani domino de Straithlaon), был свидетелем передачи земель клану Ламонт.
Дональд Маклахлан, властитель Лахланского замка (Donaldus Maclachlane dominus de Ardlawan), в 1456 году по примеру Гиллеспи стал жертвовать деньги доминиканцам Глазго: он приказал отдавать им шесть шиллингов восемь пенсов из годовых земельных доходов.
В 1487 году Иэйн Маклахлан присутствовал при заключении договора о союзничестве между Дугаллом Стюартом Аппинским и Колином Кэмпбеллом Аргайлским.

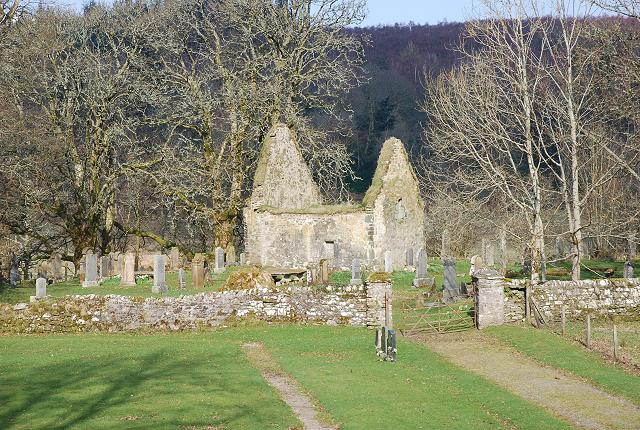
Часовня Килмори после реставрации в 2006 году. Находится между Старым и Новым Лахланскими замками. Традиционное место погребения вождей Маклахланов

У Маклахланов и живущих поблизости от них Кэмпбеллов из Страхура существовал обычай: если лэрд одного клана умирал, то лэрд другого приходил на похороны и «клал голову соседа в могилу». Считается, что это повелось со времён крестовых походов, когда вожди Маклахланов и страхурских Кэмпбеллов сражались бок о бок и помогали друг другу хоронить убитых.

### XVI—XVII века
Иэйн Маклахлан умер в 1509 году. Его сын Гиллескоп (или Арчибальд) женился на дочери Иэйна Ламонта Интервайнского, вождя клана Ламонт. Лахлан, второй сын Иэйна, прогнал брата с земель Маклахланов и Ламонтов и сам стал вождём. За это он был вызван в тайный совет, который, впрочем, признал его правоту. Лахлан умер где-то между 1557 и 1559 годами; ему наследовал его второй сын Арчибальд. Сохранились сведения о том, что Арчибальд давал на своих землях приют изгнанникам из кланов.
У Арчибальда были только дочери, и наследником стал его племянник, Лахлан Ог (Lauchlane oig Macklauchlane).
Вскоре после того, как Лахлан Ог стал вождём, ему пришлось передать часть земель клану Ламонт из-за убийства Роберта Ламонта из Силверкрейгса Лахланом Маклахланом из Даннамаха.
Лахлан Ог командовал Маклахланами, когда клан в 1615 году помогал Арчибальду Кэмпбеллу, графу Аргайлу, подавить восстание сэра Джеймса Макдональда.
Лахлану Огу наследовал сын, Арчибальд, ставший пятнадцатым вождём клана Маклахлан. Его король Англии Карл II сделал бароном; и до сих пор вождь Маклахланов носит титул барона Стратлахлана (англ. Baron of Stratlachlan).

### Якобитские восстания
Маклахланы были преданными Стюартам якобитами. Они, по воспоминаниям современников, участвовали в битве при Килликрэнки (1689). Во время якобитского восстания 1715 года Лахлан Маклахлан написал приветствие вернувшемуся в Шотландию «настоящемю королю Якову VIII Стюарту» (англ. the rightful King James VIII Stuart). Позже Лахлан стал полковником и сражался в войсках графа Джона Эрскина в битве при Шерифмуре, за что был в 1720 году застрелен одним из Кэмпбеллов из Ардкингласа.
Следующий вождь Маклахланов, тоже Лахлан, помогал якобитам в восстании 1745 года, командовал кланом в битве при Каллодене и в ней был убит. По оценке Дункана Форбса, лорда Каллодена, в целом в битве участвовало около двухсот представителей клана Маклахлан. В 1748 году священник Джон Маклахлан из Килхоана в письме епископу Роберту Форбсу описывал геройство Лахлана в сражении и его смерть от пушечного ядра. Кроме того, Джон упоминал о том, что под начальством Лахлана были не только Маклахланы, но и сто восемьдесят два члена клана Маклин.
После поражения якобитов британский военный корабль пришёл по Лох-Файн и начал обстрел Лахланского замка. Семья вождя Маклахланов была вынуждена покинуть свою резиденцию. В Эдинбурге по приказу герцога Кумберлендского были сожжены знамёна клана. Вождь Кэмпбеллов, герцог Арчибальд Кэмпбелл Аргайлский, хотя сам активно участвовал в сражениях против якобитов, помог Дональду, сыну убитого Лахлана Маклахлана, сохранить за собой земельные владения. 12 февраля 1747 года Дональд получил от него дарственную на собственные земли.

### Новое и Новейшее время

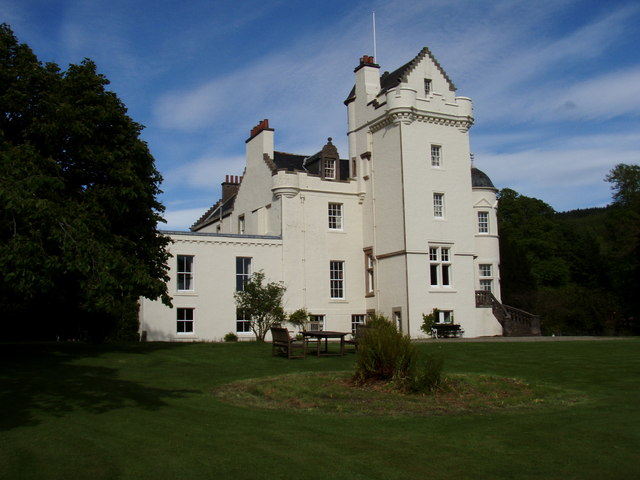
Новый Лахланский замок, современная резиденция главы клана

В конце XVIII—начале XIX века для вождей Маклахланов был построен «Новый» Лахланский замок, который и в наши дни остаётся их резиденцией. Последним представителем мужской линии вождей был Джон Маклахлан (ум. 1942). Ему наследовала дочь, Марджори Маклахлан, ставшая 24 лэрдом клана. Именно она в 1979 году основала Общество клана Маклахлан (англ. Clan Maclachlan Society).
Марджори скончалась в 1996 году, ей наследовал старший сын, Юэн Джон Маклахлан, нынешний (двадцать пятый) вождь клана Маклахлан, барон Стратлахлан. Он является членом Постоянного совета шотландских вождей (англ. Standing Council of Scottish Chiefs).
Современный клан Маклахлан разделяется на восемь ветвей, представители которых живут по всему миру, например, в Ирландии, Канаде, США, Австралии и Новой Зеландии. Лахланский трест (англ. Lachlan Trust) собирает пожертвования на сохранение исторического наследия Маклахланов. Так, совместно с агентством «Историческая Шотландия» (англ. Historic Scotland) и фондом «HLF» Лахланский трест собрал около 100 тыс. фунтов стерлингов на реставрацию часовни Килмори, места погребения вождей клана. Реставрация была завершена в 2006 году как благотворительный проект памяти Марджори Маклахлан. Следующие проекты Лахланского треста, возможно, связаны с восстановлением Старого Лахланского замка.

## Лахланские замки

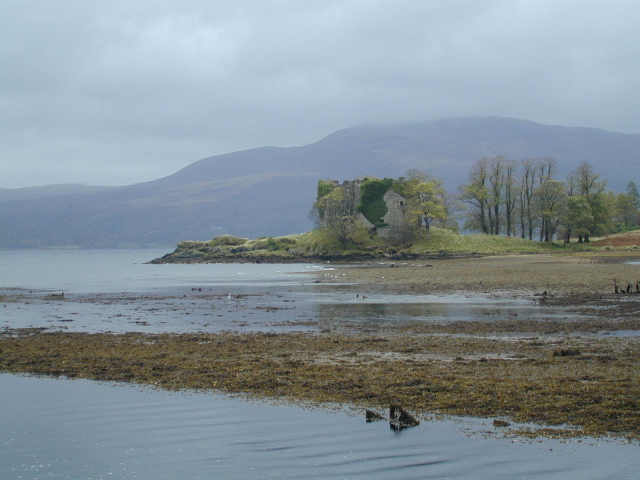
Так называемый «Старый Лахланский замок», построенный в XV веке. Сейчас разрушен

Старый Лахланский замок расположен на восточном берегу Лох-Файна. Он был впервые возведён в XIII веке, и затем полностью перестроен в XV веке. Протяжённость сохранившихся до наших дней руин замка составляет около 70 футов (21 м) с севера на юг и около 50 футов (17 м) с востока на запад. Их наибольшая высота составляет 43 фута (15 м).
Новый Лахланский замок, нынешняя резиденция клана, находится рядом с руинами Старого. Он был возведён в конце XVIII века под руководством Дональда Маклахлана. Первое здание Нового замка было в стиле барокко королевы Анны, затем в конце XIX века оно было перестроено в стиле шотландских баронов.
Замок и поместье разделены на две части: в одной живёт вождь Маклахланов, другая сдаётся в аренду.

## Символика клана
Девизом клана Маклахлан является фраза Fortis et fidus (рус. Сильный и верный). Растением-эмблемой считается рябина (или, реже, барвинок малый). Пиброх (традиционная музыкальная композиция для волынки) Маклахланов — Moladh Mairi (рус. Хвала Марии).

### Тартаны

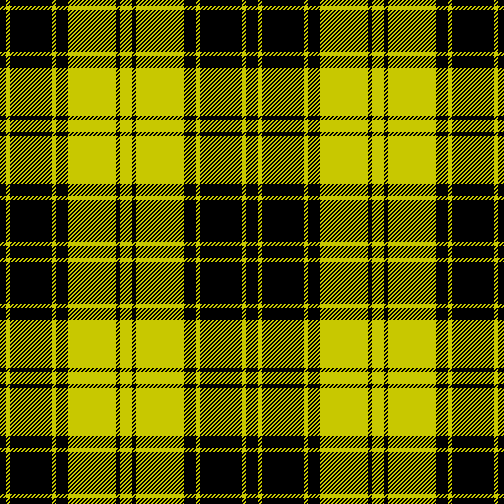
Тартан клана Маклахлан, описанный в Vectiarium Scoticum

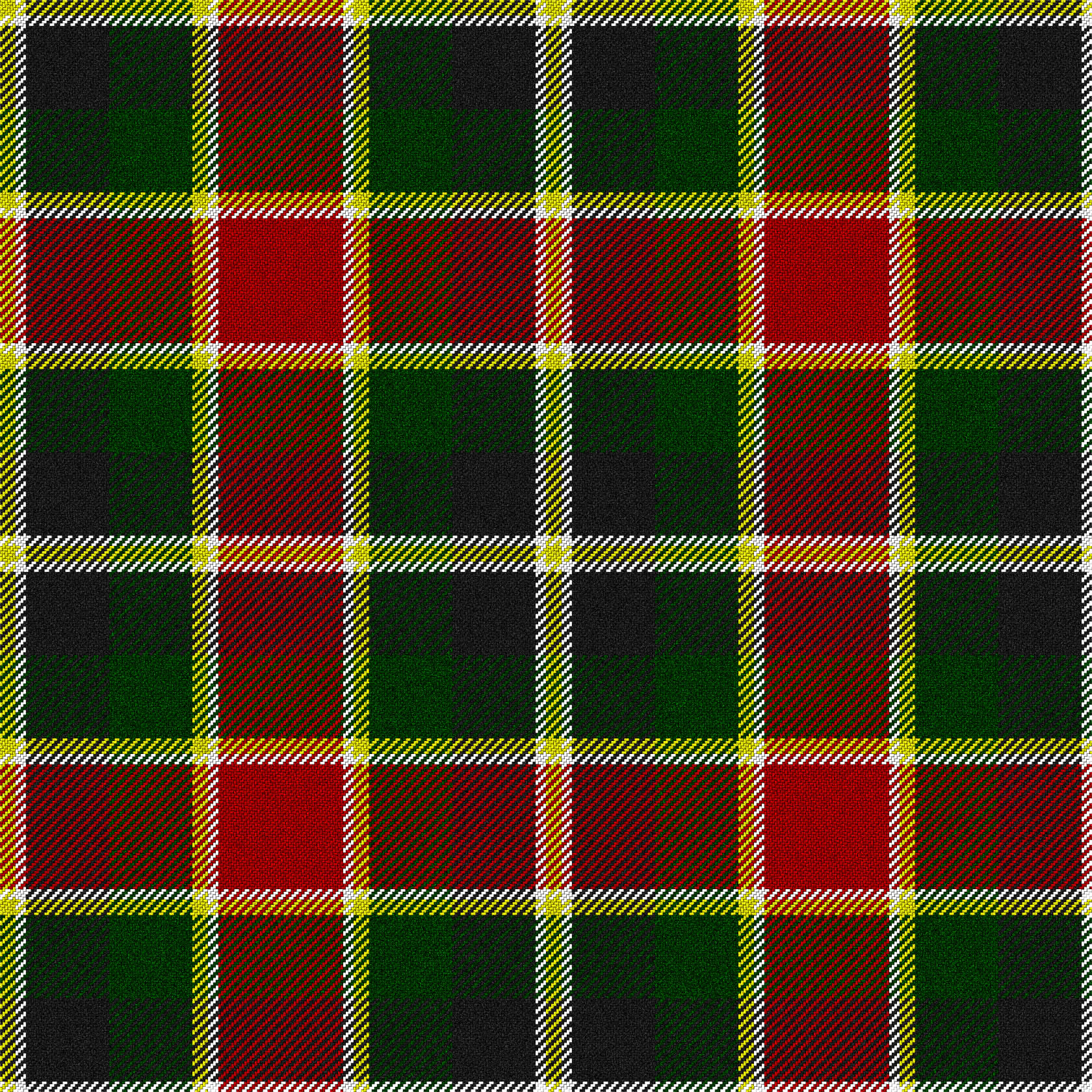
Маклахланский Охотничий тартан

Клану Маклахлан приписываются несколько тартанов:
- «Стандартный» (современный)[29]. Наиболее известный в наши дни тартан Маклахланов. Впервые опубликован в «Горных кланах Шотландии» Смиберта (1850)[30].
- «Парадный»[29]. Впервые опубликован в 1845 году в ''Vectiarium Scoticum''[англ.].
- «Маклахланский Охотничий» или «Старый Маклахланский»[29][31]. Впервые опубликован в 1893 году[32]. Упоминается в «Сборнике Общества Хайлендз, 1812» (англ. Collection of the Highland Society, 1812). Несмотря на древность орнамента, никогда не пользовался особой популярностью среди представителей клана[29].
- «Малый Маклахланский» или «Монкрифский»[29]. Этот тартан ассоциировался с символикой клана Маклахлан с конца XVIII века. В 1974 году вождь клана Монкриф, сэр Иэйн Монкриф, попросил у мадам Марджори Маклахлан права на использование тартана, так как его цвета совпадали с цветами его герба. В наши дни Малый Маклахланский тартан известен как тартан клана Монкриф[33][34].